# Cultura de l'Afganistan
La cultura de l'Afganistan (paixtu: دہ افغانستان کلتور) ha persistit més de tres mil·lennis, tenint els seus inicis en l'Imperi Aquemènida, el 500 AC. Etimològicament, Afganistan es tradueix per ‘Terra del afgans', en les llengües oficials de la nació, el dari, també anomenat persa afganès, i el paixtu. Es tracta d'un país amb molta diversitat regional, on cada comunitat disposa d'una subcultura pròpia. La majoria d'afgans segueixen o estan influenciats per les tradicions de l'Islam.
Els tajiks es concentren principalment al nord-est, però també formen comunitats grans en qualsevol altre lloc, com en l'Afganistan occidental. Els hazares solen concentrar-se en la regió central, mentre que els uzbeks habiten les zones del nord del país. A la regió del sud i oriental hi viuen els paixtus, i la societat és normalment bilingüe en paixtu i dari.
Afganistan ha estat el principal punt de connexió entre l'Àsia central, l'Àsia del Sud, i l'Orient Mitjà, fet que ha influït en la seva cultura.

## Arts

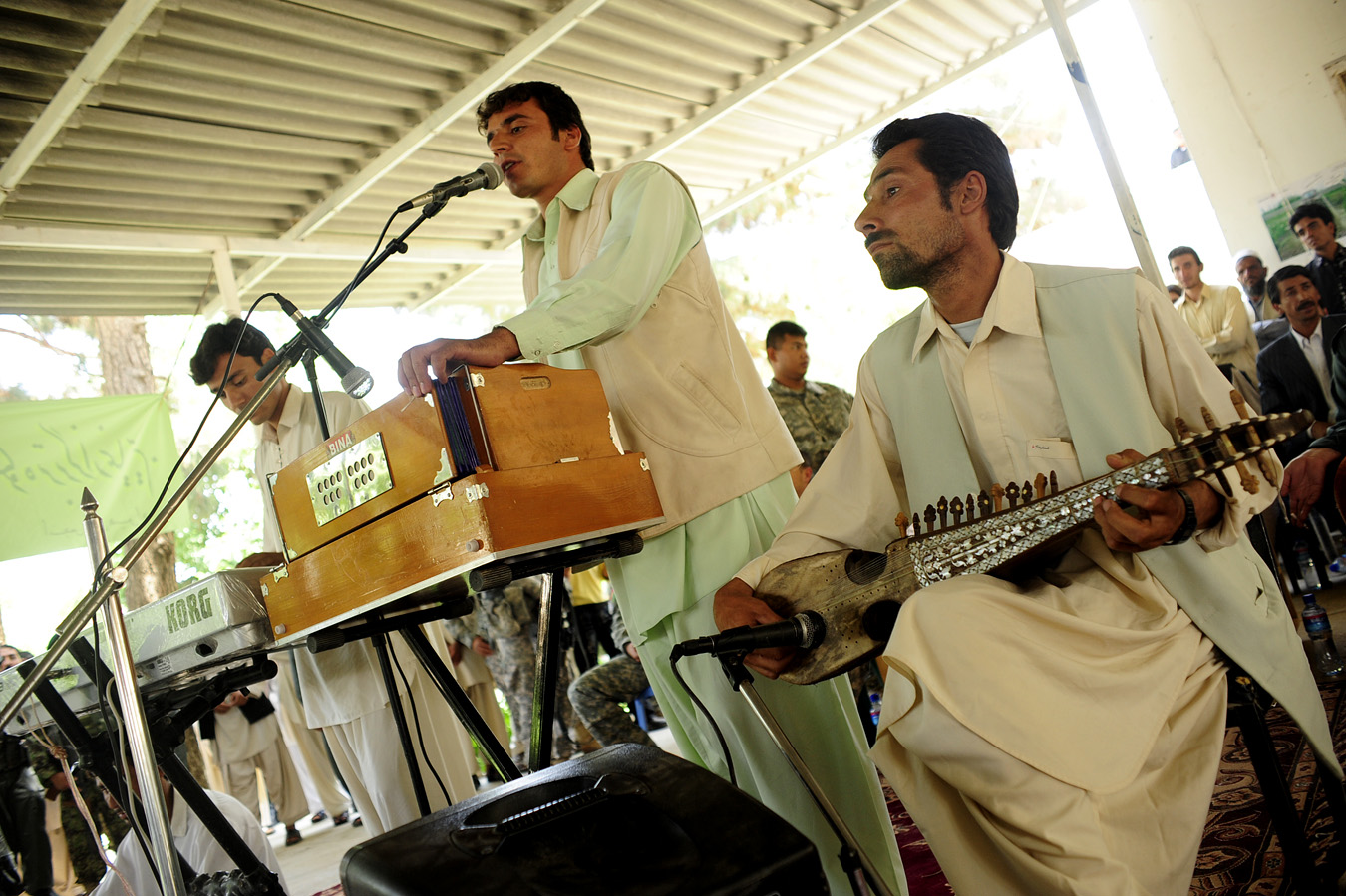
Músics afgans a Farah

Afganistan té una llarga història vinculada a l'art, que va des del primer ús conegut del món de la pintura a l'oli que es troba en unes pintures murals en unes coves del país. L'art afganès inclou l'estil de miniatura persa, amb Kamaleddin Behzad d'Herat sent un dels artistes de miniatura més conegut dels períodes timúrid i safàvida primerenc. Des de la dècada de 1900, la nació va començar a utilitzar tècniques occidentals en l'art. Abdul Ghafoor Breshna va ser un prominent pintor i dibuixant afganès del segle xx.
L'art de l'Afganistan ha sigut històricament fet gairebé íntegrament per homes, però recentment les dones estan entrant als programes d'art de la Universitat de Kabul. L'art se centra en gran part al Museu Nacional de l'Afganistan, la Galeria Nacional de l'Afganistan i els Arxius Nacionals de l'Afganistan a Kabul. Hi ha diverses escoles d'art al país. El Centre d'Arts Contemporànies de l'Afganistan (CCA) a Kabul proporciona als joves aprendre pintura contemporània.

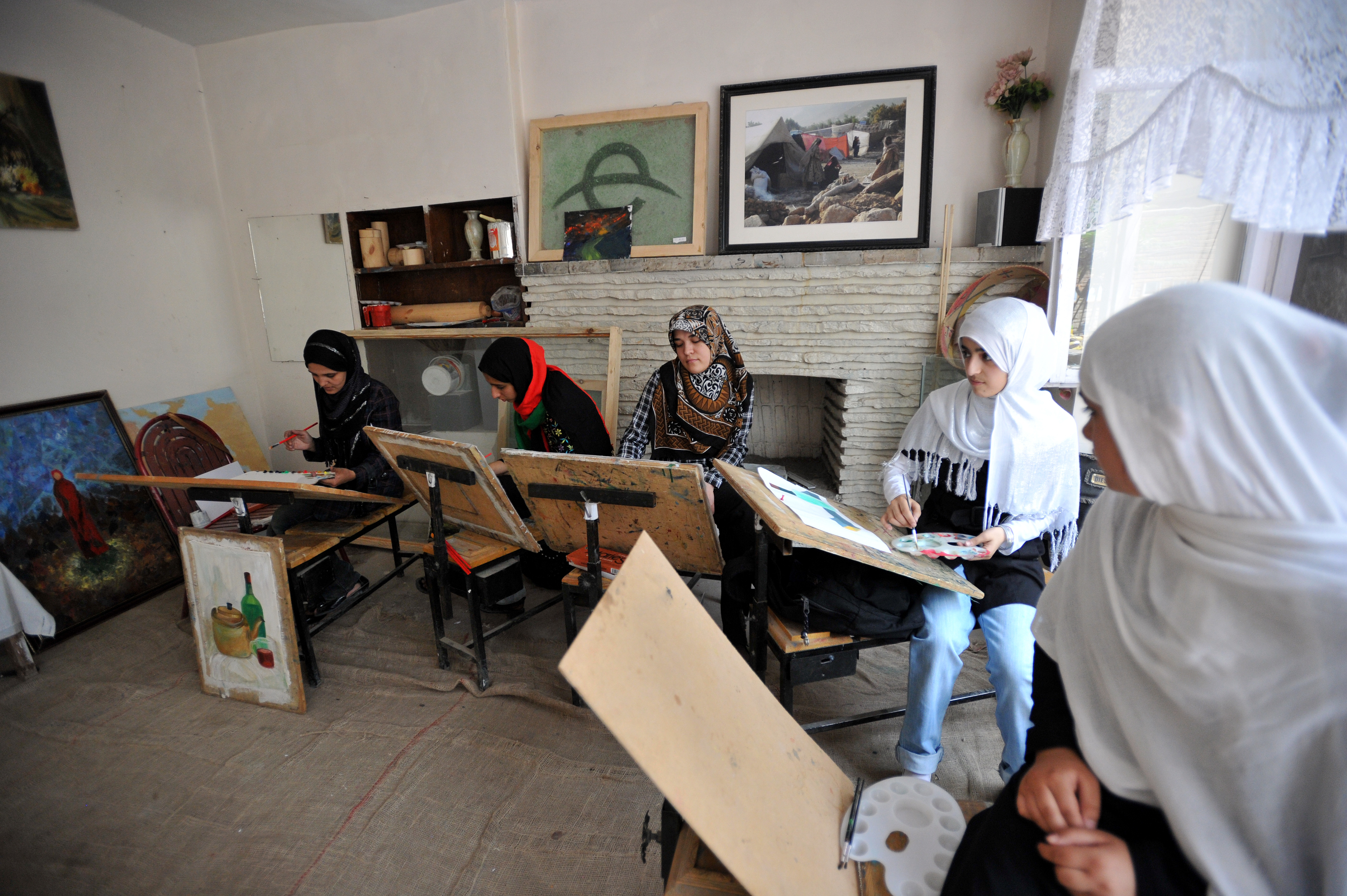
Dones pintant al Centre d'Art Contemporani de Kabul

L'art de fer catifes ha estat prominent durant segles. L'Afganistan és conegut per fer catifes d'una qualitat destacada.

## Música
Altres formes d'art conegudes al país són la música i la poesia.Des de la dècada de 1980, la nació ha estat testimoni de diverses guerres, per la qual cosa la música ha estat suprimida. Durant la dècada de 1990, el govern dels talibans va prohibir la música instrumental i la producció de música pública. Molts músics i cantants van continuar tocant les seves obres a d'altres països. Les ciutats pakistaneses com Peshawar, Karachi i Islamabad són centres importants per a la distribució de la música afganesa. Kabul ha estat durant molt de temps la capital cultural regional, però els forasters han tendit a centrar-se en les ciutats d'Herat i Mazar-e Xarif amb el seu estil Kataghani. Les cançons afganeses són típicament en darí i/o paixtu. La música en uzbek, en hindi i la música d'estil occidental també són molt populars a l'Afganistan.
Els afganesos gaudeixen de la música tocant molts tipus d'instruments. També gaudeixen interpretant l'Attan, que es considera la dansa nacional de l'Afganistan. Es realitza en un gran cercle amb els dansaires tocant de mans i movent àgilment els peus al compàs de la música. El que se sent normalment al país són cançons populars o balades. Els principals instruments tradicionals de música afganesa inclouen l'Harmonium, el Santur, el Chang (com una harmònica), el Rubab, el Tabla, el Sitar, la zurna, la flauta, el dayereh, i el tanbur.

## Poesia
La poesia a l'Afganistan ha estat durant molt de temps una tradició cultural. Principalment escrita i dita en darí i paixtu, encara que en els temps moderns també s'està tornant a publicar en les altres llengües de l'Afganistan. La poesia clàssica persa i paixtu té un paper important en la cultura afganesa. La poesia sempre ha estat un dels principals pilars educatius de la regió, fins al nivell que s'ha integrat en la cultura. Alguns poetes notables inclouen el Khushal Kan Khattak, Rahman Baba, Massoud Nawabi, Nazo Tokhi, Ahmad Shah Durrani i Ghulam Muhammad Tarzi. Alguns dels famosos poetes i autors perses dels segles X al XV són Rumi, Rabi'a Balkhi, Khwaja Abdullah Ansari, Jami, Alisher Navoi, Sanai, Abu Mansur Daqiqi, Farrukhi Sistani, Unsuri i Anvari. Entre els poetes i escriptors de la llengua persa contemporània hi ha Khalilullah Khalili i Sufi Ashqari.

### Proverbis
Els afganesos aprecien l'enginy i la intel·ligència en el discurs. "Zarbul Masalha" (pronunciat zar-bull mah-sal-HAA) significa "proverbis" en darí, i aquests zarbul masalha reflecteixen profundament la cultura afganesa.

## Arquitectura

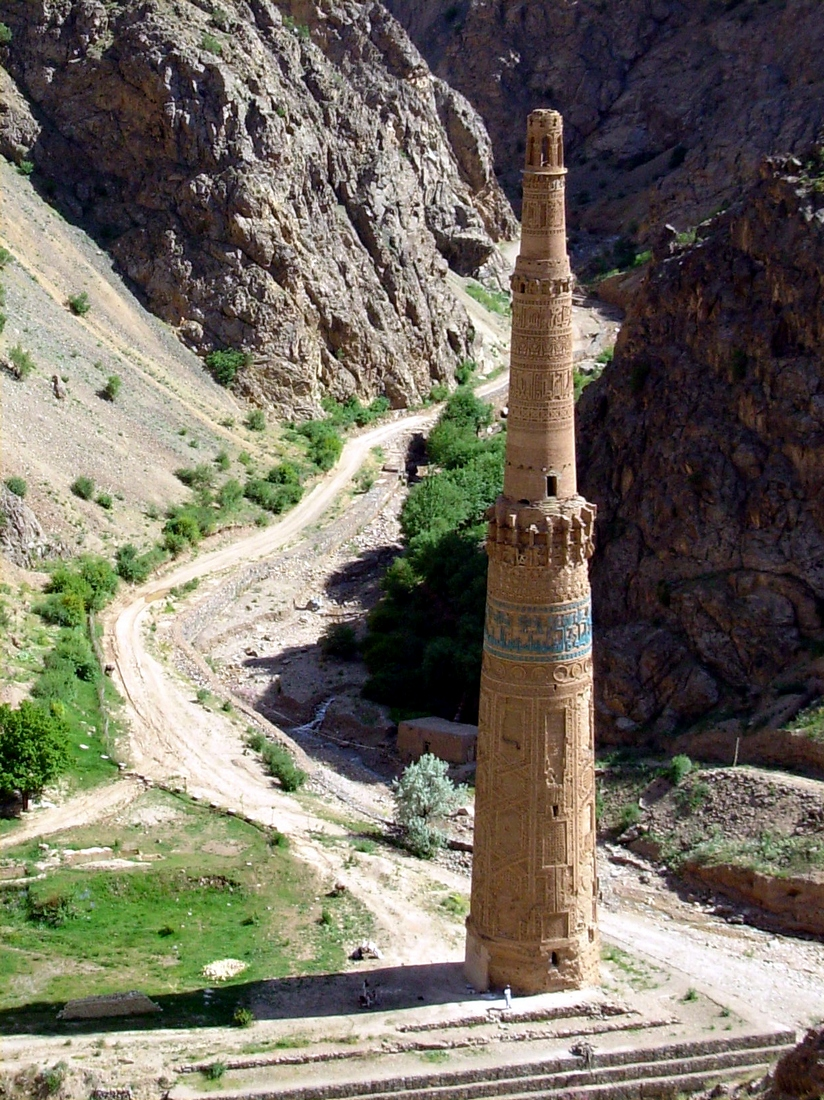
Minaret de Jam el 2009

Els llocs arquitectònics més destacats es troben a Herat, Mazar-e-Xarif, Gazni, Qandahar i Firuzkoh a la província de Ghur. La regió ha fet importants contribucions a l'arquitectura mundial. La UNESCO ha reconegut el paper de l'Afganistan declarant el Minaret de Jam i la Vall de Bamiyan com a Patrimoni de la Humanitat. El març de 2001, els talibans van destruir les dues estàtues gegantines de Buda excavades en roca a Bamian fa 1.500 anys.
Les cases de l'Afganistan rural històricament han estat fetes de fang, i tenen una sèrie d'habitacions situades al voltant d'un pati rectangular privat on les dones i els nens poden moure's sense ser vists pel públic. En els últims anys, tanmateix, els afganesos que vivien en zones rurals van començar a construir les seves llars utilitzant ciment i maons, similars als construïts a les grans ciutats. Els fills casats sovint comparteixen cases amb els seus pares, però amb habitacions separades. Les cases afganes contenen una sala especial on els homes es socialitzen entre si coneguda com a hujra. A les principals ciutats, molts afganesos viuen en cases o apartaments moderns. El poble nòmada kutxi viu en grans tendes perquè es mouen constantment d'una part del país a una altra.

## Gastronomia

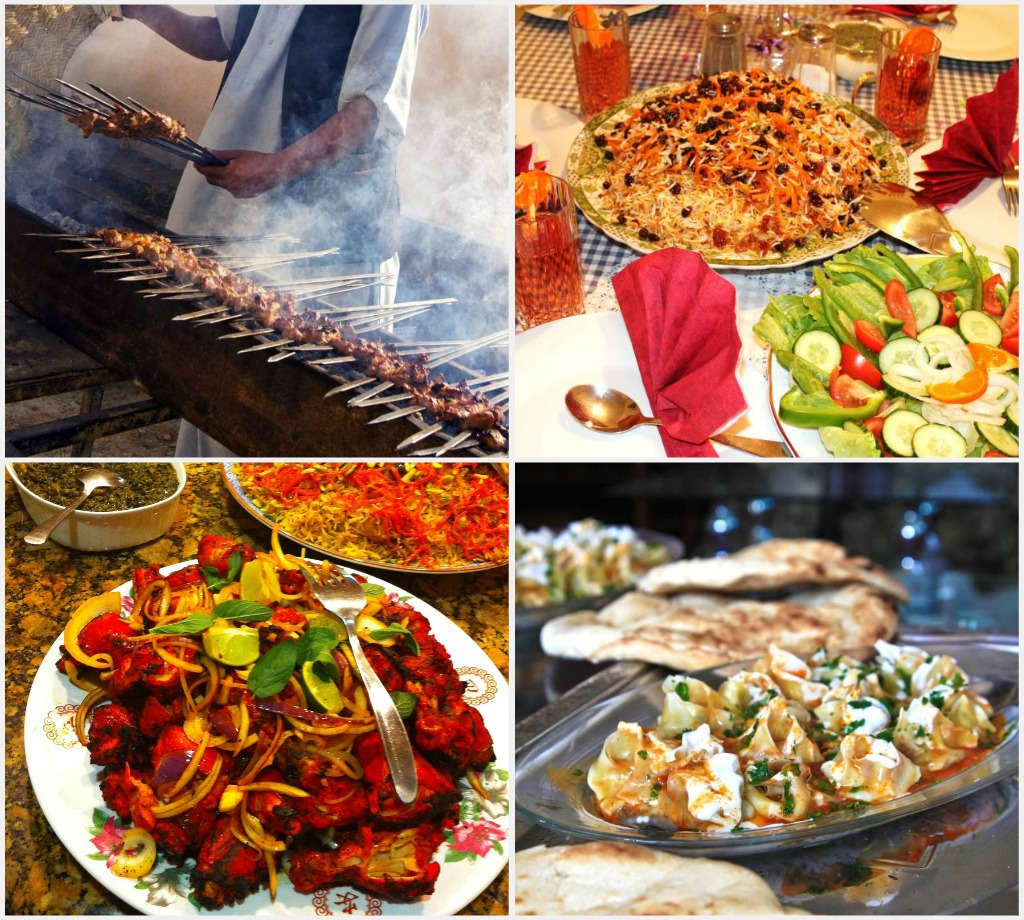
Alguns plats populars afganesos, d'esquerra a dreta 1. Kebab de xai; 2. Palao ; 3. Pollastre Tandoori i 4. Mantu.

La cuina afganesa inclou una barreja de cuines de l'Àsia central, Àsia Oriental, Àsia Sud i Orient Mitjà. Gairebé tots els plats afganesos no són picants. L'Afganistan té un paisatge molt variat que permet molts cultius diferents. La cuina afganesa es basa en cereals com el blat, el blat de moro, l'ordi i l'arròs, que són els principals cultius del país. Els afganesos no mengen menjar picant com els seus veïns pakistanesos. Les fruites fresques i seques són la part més important de la dieta afganesa. L'Afganistan és ben conegut per les seves bones fruites, especialment magranes, raïms, i els seus melons.

## Llengües
El darí i el paixtu són els idiomes oficials del país, tot i que el darí, el persa de l'Afganistan, serveix com a llengua franca per la majoria. La gent del nord i centre del país parla majoritàriament darí, mentre que els de les zones de l'est parlen més paixtu. Les zones més a l'oest parlen els dos idiomes. A més, al país també es parla l'uzbek, el turcman i el balutxi. L'anglès s'està convertint gradualment en popular entre les generacions joves.

## Religió
L'islam és la religió principal de l'Afganistan i més del 99,7% dels afganesos són musulmans. S'estima que entre el 84,7 i el 90% de la població s'adhereix a l'islam sunnita, mentre que s'estima que entre el 7 i el 15% practiquen l'islam xiïta, i aproximadament l'1% són seguidors d'altres religions.
A més dels musulmans, hi ha milers de cristians afganesos, sikhs i hindús i només un jueu conegut, Zablon Simintov, que resideix a l'Afganistan.